# Nieuw-Solidaristisch Alternatief

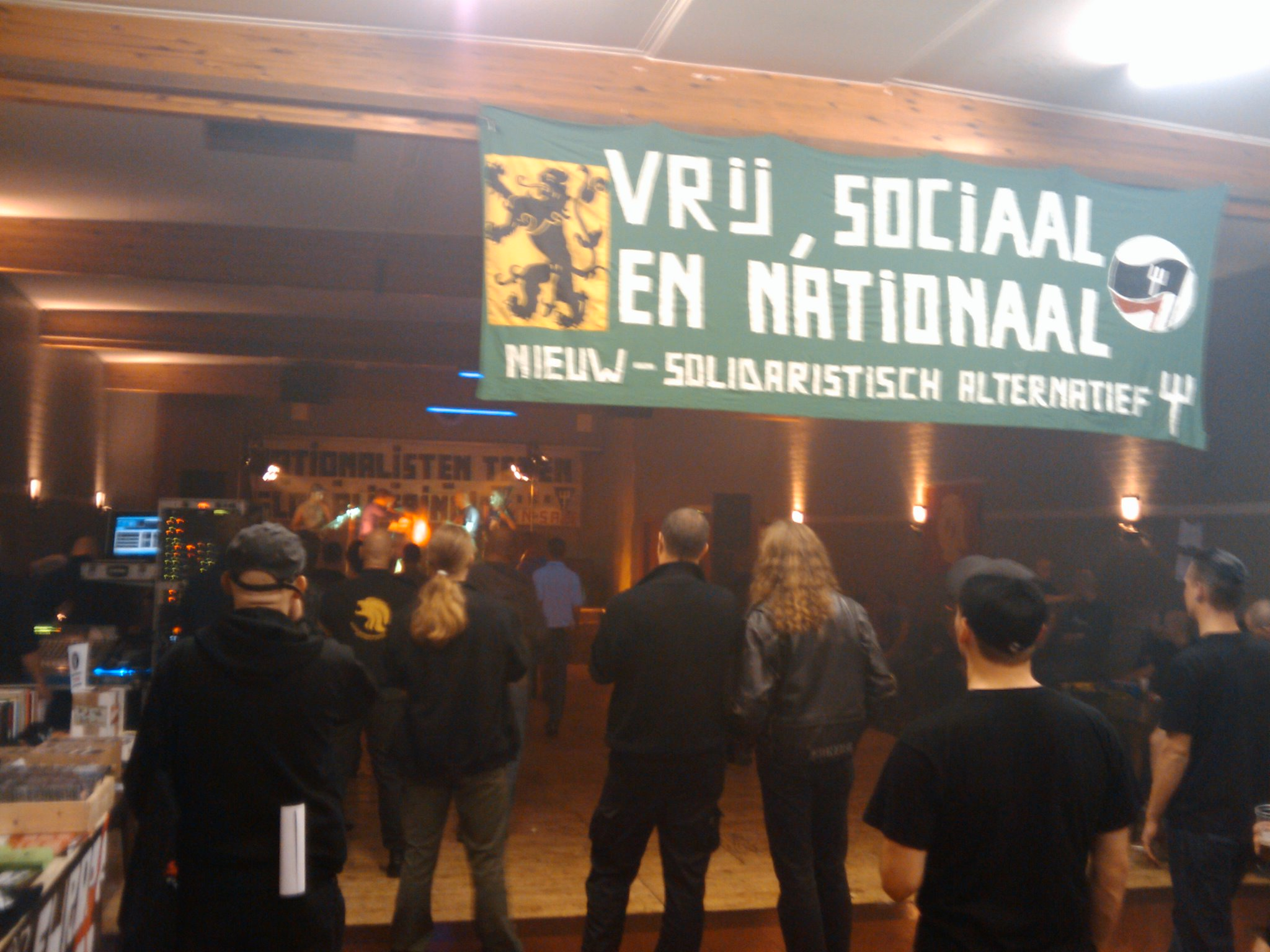
Bijeenkomst van Nieuw-Solidaristisch Alternatief in 2009

Nieuw-Solidaristisch Alternatief was een extreemrechtse solidaristische politieke beweging in België. Volgens hun eigen website zijn ze "Links van de arbeid, rechts van de moraal", wat wil zeggen links op economisch vlak, rechts tot extreemrechts op andere vlakken. 
In 2013 haalt het verbieden van een manifestatie aan het districtshuis van Borgerhout op 1 mei 2013 de nationale pers. De pas aangetreden burgemeester Bart De Wever van Antwerpen gaf oorspronkelijk toelating voor dit protest tegen de uitslag van de gemeenteraadsverkiezingen eind 2012 en de samenstelling van het districtsbestuur in dit Antwerps district. Er klonk hoge verontwaardiging over deze toestemming en in de plaats van tegen te manifesteren, besliste een groep van een 30-tal vrijwilligers uit het district een volksfeest te houden onder de naam "BorgerhouDt van Iedereen" met muziekpodium, getuigenissen op de trappen van het districtshuis, en gratis eetstandjes met vrije bijdrage voor voedselbedeling aan arme buurtbewoners. Door het grote succes van de oproep, kwam de burgemeester op zijn beslissing terug en werd N-SA verwezen naar een zaaltje boven café Den Bengel op de Grote Markt van Antwerpen. Op 1 mei eindigt daar echter ook de traditionele 1 meistoet. Vakbondsleden bekogelden de enkele leden van N-SA als ze het café verlieten. 
Aan de oorsprong van de beweging ligt in 2008 een fusie van een aantal andere groepen: de Vlaamse Jongeren Westland, Groen Rechts, Euro-Rus en Jongeren Actief.